# Dalbergia succirubra
Dalbergia succirubra là một loài thực vật có hoa trong họ Đậu. Loài này được Gagnep. & Craib miêu tả khoa học đầu tiên.